# Filharmonia Zielonogórska

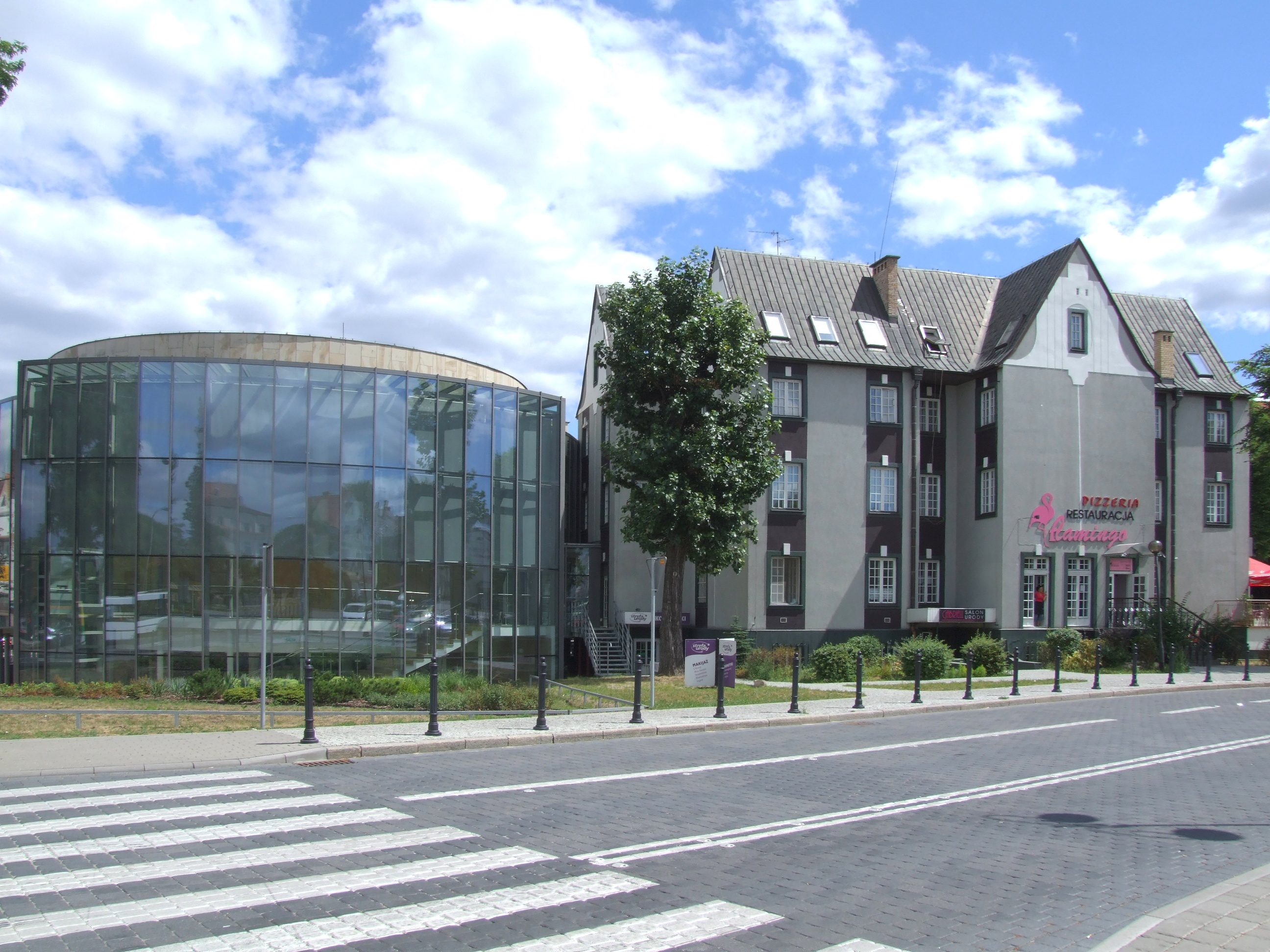
Budynki Filharmonii Zielonogórskiej: stary z 1900 i nowy, okrągły (widoczny z lewej), z 2004

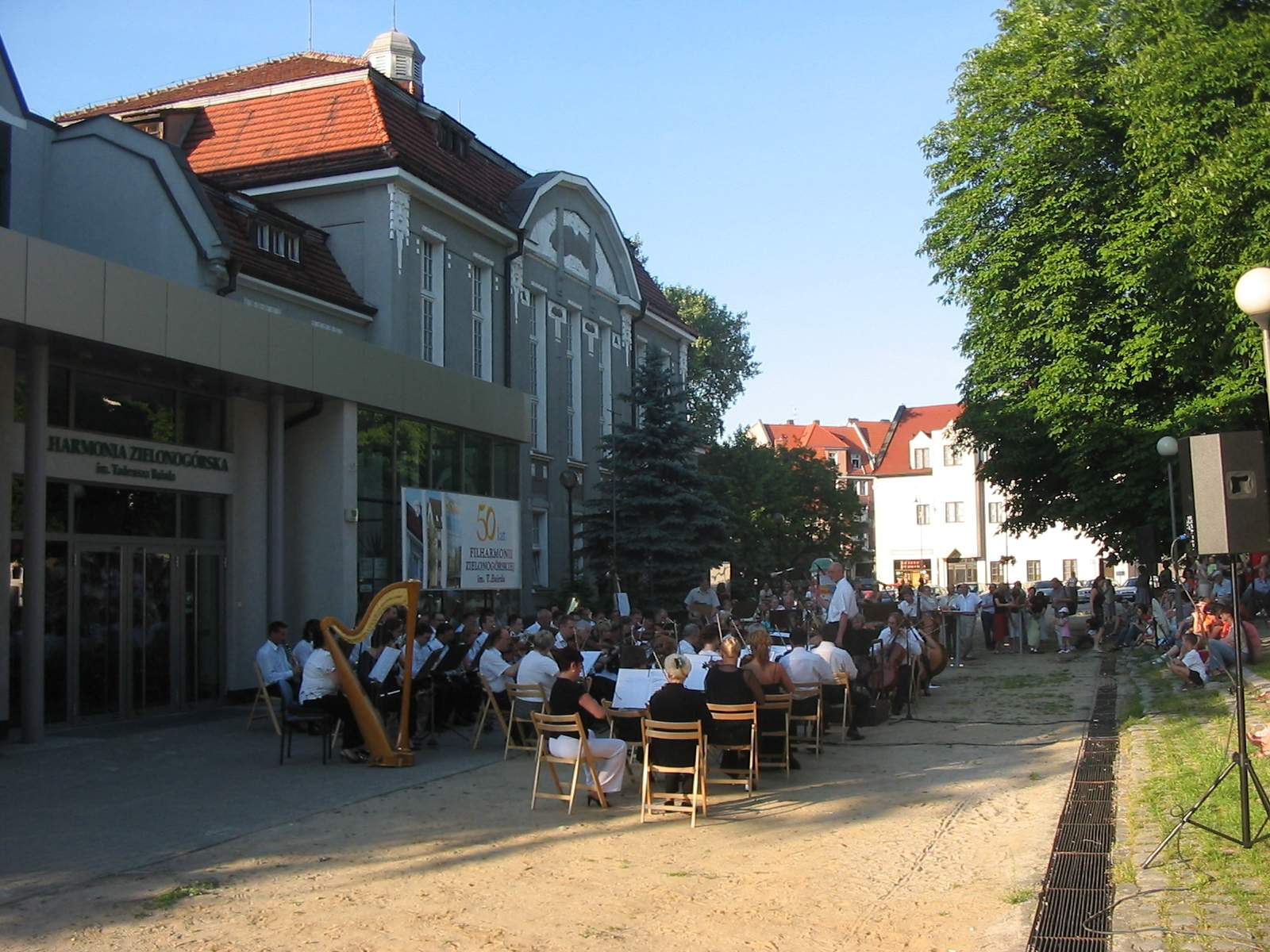
Koncert plenerowy z okazji 50-lecia orkiestry symfonicznej

Filharmonia Zielonogórska im. Tadeusza Bairda – państwowa instytucja kulturalna o statusie filharmonii, działająca w Zielonej Górze. Została założona w 1974 w oparciu o Zielonogórską Orkiestrę Symfoniczną, działającą od 1956 roku.
Dyrektorem Filharmonii Zielonogórskiej jest Rafał Kłoczko. Filharmonia nosi imię współczesnego kompozytora polskiego Tadeusza Bairda. Dysponuje dwoma salami koncertowymi: Salą Kameralną z widownią na około 200 osób w starym budynku i salą MCM w nowym budynku z 2004 r., Międzynarodowym Centrum Muzycznym „Wschód-Zachód” mieszczącą około 400 osób.

## O instytucji
W centrum Zielonej Góry, w budynku wzniesionym w 1900 roku, znajduje się siedziba Filharmonii Zielonogórskiej, której początki sięgają 1956 r. Wówczas to – 29 maja – odbył się inauguracyjny koncert Zielonogórskiej Orkiestry Symfonicznej pod dyrekcją Mieczysława Tomaszewicza. W roku 1961 orkiestra została upaństwowiona, zespół zyskał własną siedzibę. Przez wiele lat kierował nim Zygmunt Hassa. W lutym 1974 (w czasie dyrekcji Kazimierza Morskiego) orkiestra zyskała status filharmonii.
W latach 1980-86 kierował nią Szymon Kawalla, często wraz z zespołem poza jego siedzibą – w różnych miastach Polski, a także za granicą. We wrześniu 1982 r. filharmonii nadano imię wybitnego współczesnego kompozytora polskiego Tadeusza Bairda. Od 1 września 1986 r. do 31 sierpnia 2021 r dyrektorem naczelnym i artystycznym Filharmonii był Czesław Grabowski – dyrygent i kompozytor. Okres jego dyrekcji to przedsięwzięcia artystyczne łączące wysokie ambicje repertuarowe i wykonawcze z otwartością wobec oczekiwań różnych kręgów słuchaczy. Od 1 września 2021 r. Dyrektorem Filharmonii Zielonogórskiej jest Rafał Kłoczko.
W repertuarze orkiestry znajdują się dzieła oratoryjne, symfoniczne jak również kompozycje o charakterze popularnym. Wiele utworów polskich kompozytorów współczesnych, w tym także zielonogórzan miało u nas swoje prawykonania. Na afiszach goszczą nazwiska najwybitniejszych solistów i dyrygentów polskich i zagranicznych. Do wydarzeń artystycznych należy zaliczyć organizowane corocznie przez Filharmonię: Weekend z Niepodległą (od 2021 r.), Miesiąc Kobiet (od 2022 r.), Strings Festival Zielona Góra (wcześniej: Festiwal Mistrzowie Polskiej Wiolinistyki), Festiwal Klasyka bez Granic (wcześniej: Dni Muzyki nad Odrą) czy Międzynarodowy Festiwal Muzyczny im. Tadeusza Bairda (od 2024 r.)
Obok koncertów symfonicznych, których rocznie odbywa się około 100, Filharmonia prowadzi szeroką działalność popularyzującą muzykę w środowisku dzieci przedszkolnych, szkolnych i młodzieży, m.in. cykle Muzyczne Raczkowanie i Filharmonia Juniora (organizowane we współpracy z Filharmonią Gorzowską), Szkolne Koncerty Symfoniczne, Zielonogórska Akademia Muzyki, a także Próby Otwarte. 
W każdym sezonie artystycznym w Filharmonii Zielonogórskiej występują najwyższej klasy artyści, między innymi Aleksandra Kurzak, Tomasz Konieczny, Tomasz Strahl, Jakub Jakowicz, Daniel Smith, Simon Zhu, Yibai Chen, Marc-André Teruel, Bassem Akiki, Szymon Nehring, Jakub Przybycień, Amelia Maszońska, Nimrod David Pfeffer, Marek Pijarowski, Antoni Wit, Krzysztof Jakowicz, Aleksandra Świgut.
Orkiestra symfoniczna ma w swoim dorobku nagrania płytowe, radiowe, telewizyjne, udział w festiwalach krajowych i zagranicznych, koncerty zagraniczne na Białorusi, w Danii, Hiszpanii, we Włoszech i Niemczech. Filharmonia utrzymuje stałe związki m.in. z takimi zagranicznymi ośrodkami jak: Wilno, Mińsk, Kijów, Lwów, Görlitz, Cottbus, Frankfurt/O i Stuttgart.

## Orkiestra
Najpierw była orkiestra, a potem filharmonia. Filharmonia Zielonogórska została bowiem założona w 1974 r., w oparciu o – działającą tu już od 1956 r. – Zielonogórską Orkiestrę Symfoniczną. Koncert inauguracyjny orkiestry odbył się 26 maja 1956 r. Dyrygował Mieczysław Tomaszewicz. Początkowo dużą część zespołu stanowili amatorzy, jednak wraz z upaństwowieniem orkiestry w 1961 r., zaczęli ich zastępować zawodowi muzycy. Wtedy też zespół otrzymał własną siedzibę. Przez wiele lat kierował nim Zygmunt Hassa.
Do pierwszych znaczących sukcesów filharmonicznego zespołu należy zaliczyć jego koncert w 1975 r. w Warszawie, w ramach projektu Panorama XXX-lecia. Natomiast wydarzeniem, które przeszło do historii, był nadzwyczajny recital Światosława Richtera w lutym 1977 r.
W latach 1980-1986 Filharmonią kierował S. Kawalla, często koncertujący wraz zespołem w różnych miastach Polski, a także poza jej granicami (NRD, ZSRR, tournée po Hiszpanii i Włoszech, w czasie którego zielonogórscy filharmonicy zostali przyjęci na audiencji u papieża Jana Pawła II).
We wrześniu 1982 r. nadano Filharmonii imię wybitnego polskiego kompozytora, Tadeusza Bairda.
W roku 1986 dyrekcję oraz kierownictwo artystyczne instytucji objął Czesław Grabowski, który kierował nią przez 35 lat, do roku 2021.
Od 1 września 2021 r. dyrektorem Filharmonii Zielonogórskiej jest Rafał Kłoczko – dyrygent, kompozytor, aranżer i manager kultury. Za jego kadencji powstało wiele interesujących wydarzeń, które wyróżniły działalność instytucji na arenie ogólnopolskiej i sprawiły, że dziś na scenach Instytucji goszczą największe nazwiska polskich i zagranicznych scen muzycznych. Działania Filharmonii Zielonogórskiej zostały docenione, tak przez publiczność, jak i krytyków czego dowodem są nie tylko pełne sale, ale również pochlebne recenzje w najważniejszych mediach regionalnych i ogólnopolskich oraz branżowych. Do najważniejszych z zainicjowanych wydarzeń można zaliczyć odbywający się w marcu cykl Miesiąc Kobiet oraz listopadowy Weekend z Niepodległą. Ważnym elementem w obecnej ofercie repertuarowej Filharmonii są także wydarzenia dedykowane dzieciom i młodzieży (Muzyczne Raczkowanie, Filharmonia Juniora) oraz seniorom (Srebrne Koncerty).